# География на Северна Македония
Северна Македония е държава разположена в централната част на Балканския полуостров

## Географско положение, граници, големина
Северна Македония заема северната част древната историческа област Македония (Пеония) и е без излаз на море. Площта ѝ възлиза на 25 333 km². На север граничи с Косово (159 km) и Сърбия (62 km), на изток с България (165 km), на юг с Гърция (262 km) и на запад с Албания (191 km. 
Територията на Северна Македония се простира между 40°51′ и 42°22′с.ш. и между 20°27′ и 23°02′и.д. Крайните точки на страната са следните:
- крайна северна точка – (42°22′25″ с. ш. 22°17′38″ и. д. / 42.373611° с. ш. 22.293889° и. д.), на границата със Сърбия.
- крайна южна точка – (40°51′14″ с. ш. 21°07′10″ и. д. / 40.853889° с. ш. 21.119444° и. д.), на границата с Гърция, на източния бряг на Преспанското езеро.
- крайна западна точка – (41°31′09″ с. ш. 20°27′12″ и. д. / 41.519167° с. ш. 20.453333° и. д.), на границата с Албания, на десния бряг на река Черни Дрин.
- крайна източна точка – (41°42′34″ с. ш. 23°02′03″ и. д. / 41.709444° с. ш. 23.034167° и. д.), в Малешевска планина, на границата с България.

## Релеф, геоложки строеж, полезни изкопаеми
Голяма част от територията на страната е заета от средно високи планини с плоски пенепленизирани върхове и стръмни, дълбоко разчленени склонове. Те са изградени от кристалинни шисти, доломити и варовици, в които има силно развити карстови форми и се намират в силно сеизмичен район. По-големите планини са: Осогово (Руен 2252 m), Влахина (1924 m), Малешевска (1356 m), Плачковица (1754 m), Беласица, Кожух (2182 m), Баба (2600 m), Галичица, Якубица (2540 m), Кораб (тук на границата с Албания се издига връх Голем Кораб 2764 m, най-високата точка на страната), Шар (2748 m), Скопска Църна гора (1651 m) и др. Най-ниската точка на Северна Македония е 46 m н.в. се намира при река Вардар на границата с Гърция. Планините са разделени от дълбоки речни долини, значителни долинни разширения (Тетовско поле, Скопско поле, Гевгелийско поле, Пелагония) и тектонски понижения, заети от езера (Охридско, Преспанско). Основните полезни изкопаеми са магнетитови, железни и оловно-цинкови руди.

## Климат
Климатът в затворените котловинни полета и в местата с по-голяма надморска височина е умерен, преходно-континентален, а по долината на река Вардар, южно от пролома Велешка клисура - преходно-средиземноморски, като лятото е горещо, а зимата мека и дъждовна. Средната температура за януари е от 1 до 5 °С, а за юли от 22 до 25 °С. Годишната сума на валежите е 400 – 600 mm. С типичен планински климат и устойчива снежна покривка през зимният период се характеризират районите с надморска височина над 1500 м.

## Води

### Реки
В Република Северна Македония има над 360 реки с дължина над 10 km. Те се отнасят към 4 главни водосборни басейна: Егейско море, Адриатическо море, Черно море и един безотточен водосборен басейн на Преспанското езеро. От своя страна водосборния басейн на Егейско море се поделя на два основни водосборни басейна – този на река Вардар с притоците си Треска, Пчиня, Бабуна, Брегалница, Черна и Бошава, обхващащ над 3/4 от територията на страната и този на река Струма, с десния си приток Струмешница, простиращ се в югоизточната част на Северна Македония. Към водосборния басейн на Адриатическо море пренадлежи река Черни Дрин, лява съставяща на река Дрин, вливаща се в Адриатическо море на албанска територия. Към водосборния басейн на Черно море принадлежи най-горното течение на река Южна Морава, дясна съставяща на Велика Морава, която е десен приток на Дунав.

### Езера
Трите най-големи езера в Северна Македония са Охридското, Преспанското и Дойранското, като и трите са частично разположени на нейна територия.

## Растителност
По данни от 1993 година, 40% от територията на страната е заета от гори, следват – 25% пасища, 24% обработваемата земя, 2% трайни насаждения. Склоновете на планините на височина до 2000 m н.в. са заети от смесени гори и храсти, а нагоре следват остепнени планински пасища.